# Vinica pri Šmarjeti
Vinica pri Šmarjeti je naselje u slovenskoj Općini Šmarješke Toplice. Vinica pri Šmarjeti se nalazi u pokrajini Dolenjskoj i statističkoj regiji Jugoistočnoj Sloveniji. 

## Stanovništvo
Prema popisu stanovništva iz 2002. godine naselje je imalo 97 stanovnika.